# Cadilana
Cadilana ist eine Fraktion der italienischen Gemeinde (comune) Corte Palasio in der Provinz Lodi, Lombardei.

## Geographie
Der Ort liegt nordwestlich von Corte Palasio an der Provinzialstraße Lodi–Crema.